# An der Linde
An der Linde ist eine Ortslage im Westen der bergischen Großstadt Wuppertal.

## Lage und Beschreibung
Die Ortslage liegt auf einer Höhe von 275 m ü. NHN am Waldgebiet Klosterbusch im Wohnquartier Schrödersbusch im Stadtbezirk Vohwinkel. Benachbarte Ortslagen sind Schieten, Sonnenberg, Boltenheide und Steeger Eiche.

## Geschichte
Die Ortslage ist auf der Übersichtskarte der Gemeinde Vohwinkel von 1868 als ‚an der Linden‘ und ‚Linde‘ auf dem Übersichts-Plan von Vohwinkel in der Beilage zum Adressbuch der Gemeinde Vohwinkel von 1910 verzeichnet.
An der Linde gehörte zur 1867 von Haan getrennten Bürgermeisterei Sonnborn, die 1888 unter Gebietsverlusten an Elberfeld in die Gemeinde Vohwinkel überging.
Im Gemeindelexikon für die Provinz Rheinland von 1888 werden ein Wohnhaus mit neun Einwohnern angegeben.
Zwischen 1895 und 1910 wurde hier das Sommerhaus für den Textilunternehmer Hermann Meckel als Elberfeld errichtet, das Haus Linde, dass dem Architekten Heinrich Plange zugeschrieben wird. Das Haus wurde in den 1930er Jahren als Seniorenheim, dann bis in die 1960er Jahre als Kinderheim genutzt, anschließend umgebaut und von der Technischen Akademie Wuppertal verwendet. Seit 2009 beherbergt es eine private Realschule.